# Jaime Vera Rodríguez
Jaime Andrés Vera Rodríguez (Santiago, Chile, 25 de marzo de 1963) es un exfutbolista y entrenador de fútbol chileno. En su carrera como futbolista se desempeñó principalmente como mediocampista. Actualmente dirige a Deportes Puerto Montt de la Segunda División Profesional de Chile

## Trayectoria

### Como jugador
Su inicio fue en el club Santa Teresita, de su barrio, en los años 1975 y 1976. El año 1977, con 14 años, llegó a la Segunda Infantil de Colo-Colo, club en el cual debuta profesionalmente el año 1981, temporada en que se coronó como campeón de la Copa Polla Gol y el Campeonato de Primera División. 
Tras seis años en el cuadro albo en donde ganó dos Copas Chiles y 2 Campeonatos de Primera División más, jugó en el OFI Creta de Grecia, en donde se hizo gran amigo de su compañero Ioannis Samaras, quien eligió a Vera como padrino de su hijo, el también futbolista Georgios Samarás. Luego regresó a Chile para vestir la camiseta de Cobreloa donde nuevamente fue campeón en 1992, y finalizó su carrera en Monarcas Morelia, en el año 1996.

### Como entrenador
Trabajó en las divisiones menores de Colo-Colo y de Colo-Colo B, además de un breve paso por la banca de Ñublense. En 2008 fue contratado para dirigir a Deportes Puerto Montt, donde obtuvo el segundo lugar de la tabla anual en la Primera B de esa temporada, accediendo a la liguilla de promoción por el ascenso, a jugarse contra Unión Española. En el duelo de ida, como local, cayó por 1-2, y en el duelo de vuelta, jugado en el Estadio Santa Laura, el equipo "salmonero" vencía por 0-3, pero luego de una increíble remontada del equipo rojo, el partido acabó 3-3, por lo que Deportes Puerto Montt no pudo lograr el ascenso a Primera División tras haber estado tan cerca.
A principios de 2011, Vera se encontraba armando el plantel de Deportes Puerto Montt, donde había dado la palabra de permanecer para aquella temporada, pero ante el llamado de la Universidad de Concepción decidió dejar el equipo. Sin embargo, no alcanzó a estar dos meses en Concepción, pues acudió al llamado de Claudio Borghi para convertirse en su ayudante en la selección chilena, en un proceso que generó varias polémicas.Una vez allí como ayudante técnico, incluso debió dirigir algunos partidos de las clasificatorias.
Acabado su paso por la selección, en 2013 recaló en Deportes Iquique, con el cual celebró la obtención de la Copa Chile 2013-14.
Luego, estuvo en Deportes Antofagasta y volvió a Deportes Iquique el año 2015. En su segunda etapa en los "Dragones celestes" fue subcampeón del Apertura 2016, por lo que clasificó a la Copa Libertadores 2017, en donde ocupó el tercer lugar de su grupo, fue relegado a la Copa Sudamericana 2017, siendo eliminados por Independiente de Avellaneda. En octubre de aquel año Vera decide renunciar a la banca del club.
Tras algunos meses sin dirigir, asumió en Curicó Unido para la segunda parte del Campeonato de Primera División 2018.
En febrero de 2019 a semanas de iniciar la temporada en Curicó Unido recibe una tentadora oferta del club en que fue ídolo en su etapa como futbolista, es así como el "Pillo" inicia su aventura europea dirigiendo el OFI Creta de la Superliga de Grecia, equipo que se encuentra comprometido en puestos de descenso. Sin embargo, logra salvar su equipo del descenso enfrentándose al Platanias en la liguilla de promoción de la liga griega, empatando 0-0 en la ida, y ganando 3-2 el partido de vuelta, siendo una salvada épica, debido a que ganaban 2-1 hasta el minuto 91, cuando llegó el 2-2 del Platanias (el empate significaba el descenso para su equipo), sin embargo en el minuto 96, llega el 3-2 y logra salvarse del descenso de forma increíble.
Lamentablemente la UEFA invalidó que pudiera dirigir al OFI Creta en la temporada 2019-2020, puesto que necesitaba como mínimo cinco años de experiencia dirigiendo clubes en primera división, teniendo que desvincularse del club, y así finalizando a su primera experiencia como director técnico en el extranjero.
En julio de 2019, es anunciado como nuevo entrenador de Deportes Iquique, en su tercera etapa al mando del equipo.En septiembre de 2020, tras una derrota ante Unión La Calera, y debido a la maña campaña del equipo, el estratega pone su cargo a disposición de la dirigencia iquiqueña, quienes aceptaron su salida.
En julio de 2022, luego de la desvinculación de Ariel Pereyra, es anunciado como nuevo entrenador de Deportes Melipilla de la Primera B chilena. En septiembre del mismo año, y luego de sólo 1 victoria en 7 partidos, es anunciada su desvinculación de Los Potros.
El 8 de febrero del 2024, es anunciado como nuevo entrenador de Deportes Puerto Montt.

## Selección nacional
Fue seleccionado entre los años 1984 y 1991, registrando 25 partidos jugados con cuatro goles convertidos.

### Participaciones en Copa América
| Copa              | Sede      | Resultado      | Partidos | Goles |
| ----------------- | --------- | -------------- | -------- | ----- |
| Copa América 1987 | Argentina | Segundo lugar  | 2        | 1     |
| Copa América 1989 | Brasil    | Fase de grupos | 4        | 0     |
| Copa América 1991 | Chile     | Tercer lugar   | 4        | 1     |

### Participación En eliminatorias sudamericanas
| Eliminatorias                    | Equipo            | Resultado     |
| -------------------------------- | ----------------- | ------------- |
| Eliminatorias Sudamericanas 1990 | Selección chilena | Descalificado |

## Clubes

### Como jugador
| Club      | País   | Año       |
| --------- | ------ | --------- |
| Colo-Colo | Chile  | 1981-1987 |
| OFI Creta | Grecia | 1987-1991 |
| Cobreloa  | Chile  | 1992-1993 |
| Morelia   | México | 1993-1996 |

### Como entrenador
| Club                      | País   | Año       | PJ  | G   | E   | P   | Rendimiento |
| ------------------------- | ------ | --------- | --- | --- | --- | --- | ----------- |
| Ñublense                  | Chile  | 2000      | 6   | 1   | 1   | 4   | 22.23%      |
| Colo Colo B               | Chile  | 2007      | 24  | 15  | 5   | 4   | 69.44%      |
| Deportes Puerto Montt     | Chile  | 2008-2010 | 93  | 37  | 22  | 34  | 47.67%      |
| Universidad de Concepción | Chile  | 2011      | 9   | 3   | 1   | 5   | 37.03%      |
| Deportes Iquique          | Chile  | 2013-2014 | 60  | 27  | 12  | 21  | 51.67%      |
| Deportes Antofagasta      | Chile  | 2014      | 22  | 6   | 8   | 8   | 39.39%      |
| Deportes Iquique          | Chile  | 2015-2017 | 83  | 27  | 30  | 26  | 44.58%      |
| Curicó Unido              | Chile  | 2018-2019 | 19  | 9   | 2   | 8   | 50.88%      |
| OFI Creta                 | Grecia | 2019      | 14  | 5   | 5   | 4   | 47.61%      |
| Deportes Iquique          | Chile  | 2019-2020 | 21  | 5   | 4   | 12  | 30.16%      |
| Deportes Melipilla        | Chile  | 2022      | 7   | 1   | 1   | 5   | 19.05%      |
| Deportes Puerto Montt     | Chile  | 2024-act. | 48  | 23  | 13  | 12  | 56.95%      |
| Total                     | Total  | Total     | 406 | 159 | 104 | 143 | 47.7%       |

## Palmarés

### Como jugador

#### Campeonatos nacionales
| Título           | Club      | País  | Año  |
| ---------------- | --------- | ----- | ---- |
| Copa Chile       | Colo-Colo | Chile | 1981 |
| Primera División | Colo-Colo | Chile | 1981 |
| Copa Chile       | Colo-Colo | Chile | 1982 |
| Primera División | Colo-Colo | Chile | 1983 |
| Copa Chile       | Colo-Colo | Chile | 1985 |
| Primera División | Colo-Colo | Chile | 1986 |
| Primera División | Cobreloa  | Chile | 1992 |

### Campeonatos internacionales
| Título               | Club      | País   | Año       |
| -------------------- | --------- | ------ | --------- |
| Copa de los Balcanes | OFI Creta | Grecia | 1988-1989 |

### Como entrenador

#### Campeonatos nacionales
| Título     | Club             | País  | Año     |
| ---------- | ---------------- | ----- | ------- |
| Copa Chile | Deportes Iquique | Chile | 2013-14 |